# 김길동
김길동(1972년 9월 20일 ~ )은 대한민국의 배우이다.

## 경력사항
- 국립창극단 단원

## 연기 활동

### 영화
- (2011년) 《최종병기 활》 ... 펜돈 역
- (2012년) 《바람과 함께 사라지다》 ... 김철주 역
- (2012년) 《광해, 왕이 된 남자》 ... 내금위장 역
- (2014년) 《명량》 ... 황보만 역
- (2016년) 《봉이 김선달》 ... 청 지휘관 역
- (2017년) 《임금님의 사건수첩》 ... 괴한 1 역
- (2017년) 《대립군》 ... 노토 역
- (2018년) 《안시성》 ... 아사나사이 역
- (2020년) 《히트맨》 ... 제이슨부하 1 역
- (2022년) 《피는 물보다 진하다》 ... 허강 역

### 드라마
- (SBS, 2006년) 《연개소문》 ... 진주칸 역
- (MBC, 2012년) 《무신》 ... 디쥬 역
- (TV조선, 2018년) 《대군 - 사랑을 그리다》 ... 이만주 역